# Bonzai
Bonzai var en dansk-svensk TV-serie som var tänkt att sändas i nio halvtimmeslånga avsnitt. Medverkade gjorde bland annat Johan Rabaeus, Andrea Vagn Jensen, Ewa Fröling, Anki Lidén och Tommy Körberg. Regisserade gjorde Filippa Pierrou.
Den 17 juli 2004 meddelades att Sveriges Television sparkade Pierrou och ersatte henne med Ulf Hansson. Enligt Sveriges Television hade Pierrou dragit över budgeten och skapat en dålig arbetsmiljö. Pierrou menade att hon hade fått en oerfaren stab och för liten budget.[källa behövs]
Efter att skådespelarna hotade med strejk den 11 augusti 2004 beslutade Sveriges Television den 13 augusti att lägga ned serien. Då hade arbetet kostat 12 miljoner kronor.